# Herschel Jantjies
Herschel Jerome Jantjies (geboren am 22. April 1996) ist ein südafrikanischer Rugby-Union-Spieler, der für die Stormers in der United Rugby Championship sowie für Western Province im Currie Cup spielt. Seine Stammposition ist Gedrängehalb (Scrum-Half). Mit der südafrikanischen Nationalmannschaft wurde er 2019 Weltmeister.

## Vereinskarriere
Jantjies wurde in Stellenbosch geboren, wo er das Paul-Roos-Gymnasium besuchte.
Er vertrat Western Province 2012 in der U-16-Auswahl und bei den Turnieren der Craven Week 2013 und 2014. Er rückte in die U19- und U21-Mannschaft auf und debütierte in der Currie-Cup-Qualifikationsserie 2016 im Spiel gegen die Leopards in der ersten Mannschaft von Western Province.
In der Rugby Challenge 2017 kam er viermal als Ersatzspieler für Western Province zum Einsatz, das diesen Wettbewerb auch gewann, bevor er in der zweiten Saisonhälfte in die U21-Mannschaft von Western Province zurückkehrte. Ende 2017 wurde Jantjies in den Kader der walisischen Scarlets für deren Besuch in Südafrika in der Pro14-Saison 2017–18 unter Vertrag genommen und kam im Spiel gegen die Cheetahs in Bloemfontein als Einwechselspieler zum Einsatz.
Er kam in allen neun Spielen der Rugby Challenge 2018 zum Einsatz und erzielte beim 23:21-Sieg gegen die Boland Cavaliers in der dritten Runde seine ersten beiden Versuche (Tries). Einen weiteren Versuch erzielte er im Spiel gegen die Border Bulldogs. Seine Mannschaft erreichte das Viertelfinale und schied gegen die Free State XV aus.
Jantjies wurde in den Kader der Stormers für das letzte Spiel der Super-Rugby-Saison 2018 gegen die Sharks berufen und kam als Ersatzspieler in der zweiten Halbzeit zu seinem Super-Rugby-Debüt.

## Nationalmannschaft
Im Juli 2019 gab Jantjies sein Debüt für Südafrika im Eröffnungsspiel der Rugby-Championship 2019 gegen Australien in Johannesburg und erzielte beim 35:17-Sieg zwei Versuche. Im nächsten Spiel gegen Neuseeland in Wellington erzielte Jantjies in der 79. Minute den einzigen Versuch seiner Mannschaft und verhalf ihr damit zu einem 16:16-Unentschieden. Er erzielte insgesamt drei Versuche in seinen ersten beiden Spielen.
Jantjies wurde in den Kader Südafrikas für die Rugby-Weltmeisterschaft 2019 berufen. Südafrika gewann das Turnier und besiegte England im Finale.